# Адамс, Гарри
Гарри Лестер Адамс (англ. Harry Lester Adams, 1 октября 1880 — 16 февраля 1960) — сержант кавалерии США, олимпийский чемпион.
Гарри Адамс родился в 1880 году в Медвэе, округ Норфолк штат Массачусетс. Летом 1912 года на Олимпийских играх в Стокгольме Гарри Адамс стал чемпионом в командном первенстве по стрельбе из армейской винтовки. В 1920 году на Олимпийских играх в Антверпене он принял участие в соревнованиях по стрельбе из армейской винтовки из положения лёжа на дистанции 300 м, но не завоевал наград.